# Рись (Лодзинське воєводство)
Рись (пол. Ryś) — село в Польщі, у гміні Сокольники Верушовського повіту Лодзинського воєводства.
Населення — 166 осіб (2011).
У 1975-1998 роках село належало до Каліського воєводства.

## Демографія
Демографічна структура станом на 31 березня 2011 року:
|          | Загалом | Допрацездатний вік | Працездатний вік | Постпрацездатний вік |
| -------- | ------- | ------------------ | ---------------- | -------------------- |
| Чоловіки | 86      | 16                 | 58               | 12                   |
| Жінки    | 80      | 9                  | 45               | 26                   |
| Разом    | 166     | 25                 | 103              | 38                   |